# Латвия на «Евровидении-2010»
Латвию на конкурсе песни «Евровидение 2010» представила молодая певица Aisha с песней «What For?» (Only Mr.God Knows Why).

## Отбор
Песня была выбрана телезрителями и профессиональным жюри, голоса которых учитывались в соотношении 50/50.
Перед конкурсом в Великобритании частные лица призывали снять с конкурса песню за безграмотно составленный английский текст, однако их претензии остались без ответа.

## Выступление
Представительница Латвии выступила в первом полуфинале и не прошла в финал. Максимальное количество баллов (6) она получила от Эстонии.